# Cottonera Lines

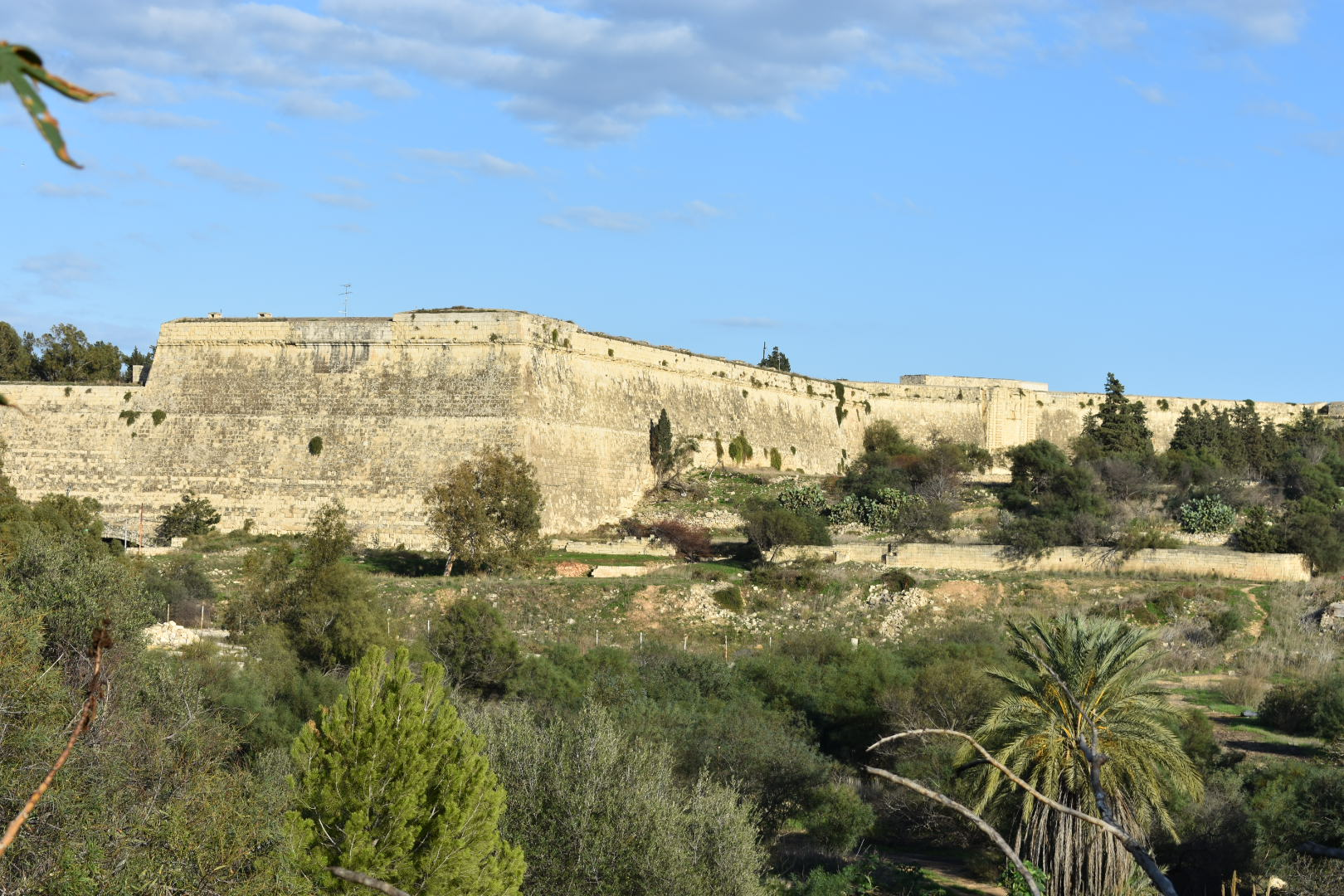
Cottonera Lines

Die Cottonera Lines (auch Cotonera Lines) sind eine Befestigungsanlage auf Malta.
Sie wurden von Antonio Maurizio Valperga entworfen. Ihr Bau wurde 1670 unter der Herrschaft des Großmeisters Nicolas Cotoner begonnen und erst im 18. Jahrhundert abgeschlossen. Nach dem Bau der Stadt Valletta gelten sie als das ambitionierteste Projekt des Johanniterordens.

Cottonera Lines, Skizze

Ziel des Baus war es, die Befestigungen der drei Städte Birgu, Senglea und Cospicua weiter zu stärken und die wichtigen Anlagen des Johanniterordens im Bereich des Grand Harbour zu schützen, einen Beschuss dieses Gebietes von den vorgelagerten Höhen aus zu verhindern und einen Zufluchtsraum für die ländliche Bevölkerung zu bieten. Südlich der Sta. Margherita Lines gelegen, spannten sich die Befestigungsanlagen auf einer Länge von ca. 4,5 km vom French Creek bis zum Kalkara Creek und schlossen dabei die genannten Höhen ein. Sie bestanden aus insgesamt sechs Bastionen und zwei Halbbastionen. Der Zugang zum Stadtgebiet war durch das St Helen's Gate im Westen und das Notre Dame Gate im Osten möglich.
Die Kosten für den Bau waren enorm. Zunächst wurde eine Summe von 8000 Scudi im Monat bereitgestellt. Zur Finanzierung mussten neue Steuern erhoben werden. Cotoner stellte für den Bau Geld und Sklaven aus seinem Besitz zur Verfügung. Großmeister Gregorio Carafa ordnete 1680 die Einstellung dieses Baus an, um mit den eingesparten Finanzen andere, bereits begonnene Bauten abzuschließen. Die Cottonera Lines blieben daher unvollständig, die geplanten Außenwerke wurden nie errichtet. Im Jahr 1715 beliefen sich die Baukosten auf insgesamt 1.400.000 Scudi.
Nach der Inbesitznahme der Inseln durch die Briten im Jahre 1800 wurden die vorhandenen Befestigungsanlagen zunächst unverändert weitergenutzt. Wesentliche Änderungen bzw. Ergänzungen erfolgten erst ca. 50 Jahre später. Der weite, unbefestigte Raum zwischen den Cottonera Lines und den 300–400 m dahinter liegenden Sta. Margherita Lines bot einem Feind im Falle eines Durchbruchs durch die nicht fertiggestellten Cottonera Lines Raum zum Manövrieren. Dadurch konnten die Cottonera Lines abgeschnitten werden. Um dieser Gefahr zu begegnen, wurde 1849 der Raum zwischen beiden Befestigungslinien durch das St Clement's Retrenchment befestigt.